# 冀氏県
冀氏県（きし-けん）は中華人民共和国山西省にかつて存在した県。現在の臨汾市安沢県南部に相当する。
南北朝時代、北魏により設置され、元朝が成立するとまもなく廃止された。